# Шербет (напиток)
Шербе́т (тур. şerbet < араб. شربات‎, sharbāt — напиток) — прохладительный напиток в странах Ближнего Востока, Таджикистане и Узбекистане на основе сока (настоя, отвара) фруктов, ягод и других растительных компонентов.

## Виды
Азербайджанские шербеты делают из сока кислых фруктов и ягод (алычи, лимона, незрелого винограда [гора], граната) с добавлением различных пряных компонентов (например, розовой воды, настоев трав, семян базилика…). Шербет разбавляют водой и употребляют во время еды.
Таджикские шербеты делают из сока сладких плодов (абрикосов, вишни, клубники, винограда). Употребляют в завершении трапезы.